# سيلينا غوميز أند ذا سين

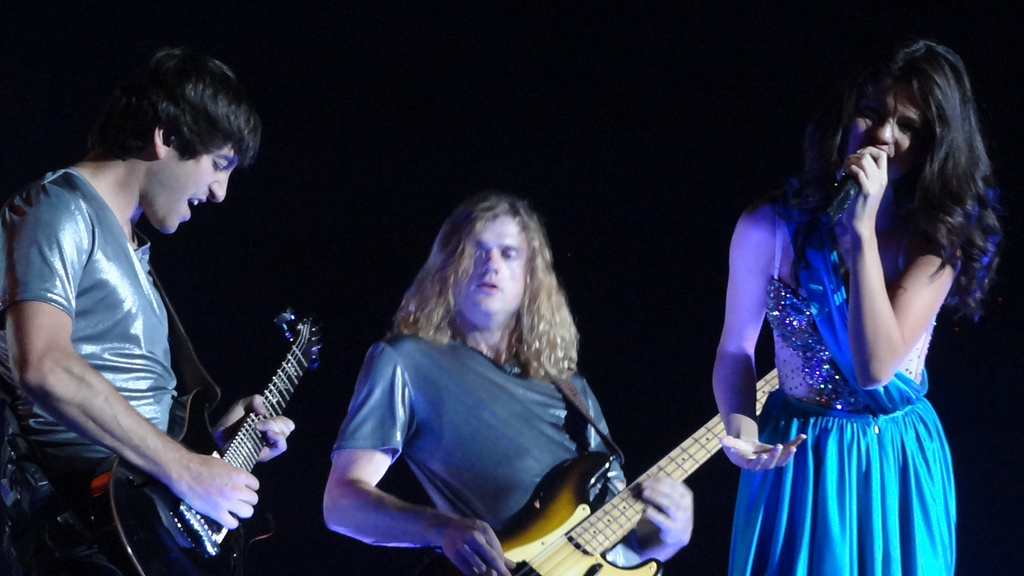
سيلينا غوميز أند ذا سين

سيلينا غوميز أند ذا سين (بالإنجليزية: Selena Gomez & the Scene)‏ وهي فرقة بوب وروك أمريكية نشئت في هوليوود، كاليفورنيا في الولايات المتحدة تتشكل من سيلينا غوميز ومن عازفين هم الباسيست جويي كليمينت و من الدرمر غريغ غارمان و كيبوريست دين فوريست ومن الغيتاريست ريو تاوبنفيلد من أغانيهم when the sun go down و who says و love you like و hit the lights، تشكلت هذه الفرقة في سنة 2008.

## روابط خارجية
- سيلينا غوميز أند ذا سين على موقع الموسوعة البريطانية (الإنجليزية)
- سيلينا غوميز أند ذا سين على موقع ميوزك برينز (الإنجليزية)
- سيلينا غوميز أند ذا سين على موقع أول ميوزيك (الإنجليزية)
- سيلينا غوميز أند ذا سين على موقع ديسكوغز (الإنجليزية)